# Municipio de Benton (condado de Monroe, Indiana)
El municipio de Benton (en inglés: Benton Township) es un municipio ubicado en el condado de Monroe en el estado estadounidense de Indiana. En el año 2010 tenía una población de 3358 habitantes y una densidad poblacional de 22,9 personas por km².

## Geografía
El municipio de Benton se encuentra ubicado en las coordenadas 39°14′38″N 86°25′27″O / 39.24389, -86.42417. Según la Oficina del Censo de los Estados Unidos, el municipio tiene una superficie total de 146.62 km², de la cual 142.24 km² corresponden a tierra firme y (2.99%) 4.38 km² es agua.

## Demografía
Según el censo de 2010, había 3358 personas residiendo en el municipio de Benton. La densidad de población era de 22,9 hab./km². De los 3358 habitantes, el municipio de Benton estaba compuesto por el 96.46% blancos, el 0.24% eran afroamericanos, el 0.51% eran amerindios, el 1.1% eran asiáticos, el 0.15% eran isleños del Pacífico, el 0.33% eran de otras razas y el 1.22% pertenecían a dos o más razas. Del total de la población el 1.28% eran hispanos o latinos de cualquier raza.